# آلکس مولینارولی
آلکس مولینارولی، (به انگلیسی: Alex Molinaroli) (زاده ۱۹۵۹) کارآفرین، بازرگان و مدیر ارشد اجرایی آمریکایی است، که در حال حاضر به‌عنوان مدیر عامل اجرایی شرکت جانسون کنترلز فعالیت می‌کند.